# Efrem Merelli
Efrem Merelli (Gazzaniga, 15 ottobre 1961) è un ex sciatore alpino italiano.

## Biografia
Specialista delle prove tecniche originario di Orezzo di Gazzaniga, Merelli debuttò in campo internazionale in occasione degli Europei juniores di Achenkirch 1979; in Coppa Europa conquistò due podi in slalom gigante nella stagione 1979-1980, che chiuse al 2º posto nella classifica di specialità. Ai Campionati italiani vinse il titolo nazionale nello slalom gigante nel 1983; gareggiò fino alla stagione 1984-1985. Non prese parte a rassegne olimpiche né ottenne piazzamenti in Coppa del Mondo o ai Campionati mondiali.

## Palmarès
Coppa del Mondo
29º posto slalom gigante Kranjska Gora 1982

### Coppa Europa
- Miglior piazzamento in classifica generale: 16º nel 1980[1]
- 2 podi[1]:
  - 2 secondi posti

### Campionati italiani
- 1 medaglia[4]:
  - 1 oro (slalom gigante nel 1983)